# Kodak Nr. 1

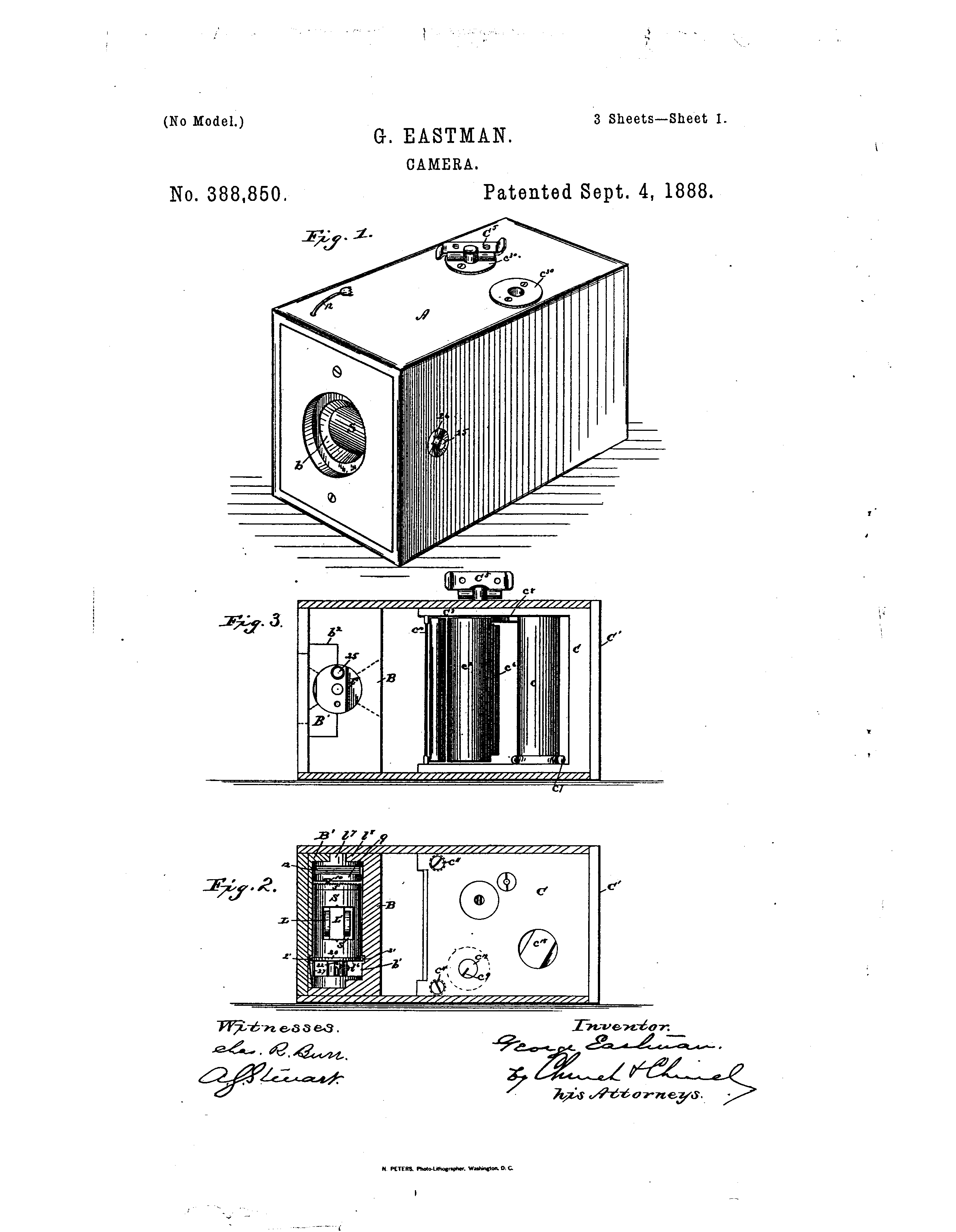
Kodak Nr. 1 з патенту США № 388.850 від 4.09.1888

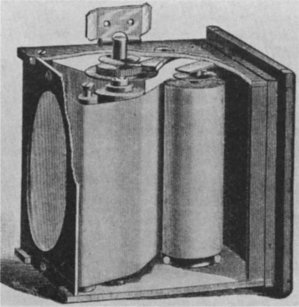
Механізм перемотування плівки

Kodak Nr. 1 — фотографічний апарат Джорджа Істмена, що увійшов до історії фотографії, як перший серійний фотоапарат з фотоплівкою. Випускався у 1889-1895 роках. Вважають, що Kodak Nr. 1 заклав основи аматорської фотографії. Продовженням стала серія дешевих камер Kodak Brownie.

## Історія
Істмен разом з Вільямом Валкером запатентував 1884 фотоплівку на паперовій основі (англ. Stripping Film), що спонукало його почати розробляти фотоапарат для фотоплівки. Франклін М. Коссіт зібрав для нього 1886 Eastman Detective Camera, а влітку 1888 Франк А. Броунелл зібрав Kodak Nr. 1 з дерев'яним корпусом (16,5 см × 8,3 см × 9,6 см) вагою близько 900 г. Рулону плівки вистачало для 100 світлин. Для її виробництва 4 вересня 1888 Істман зареєстрував торгову марку Kodak і отримав патент на плівкову фотокамеру. Kodak Nr. 1 продавався за 25 $.
Kodak Nr. 1 отримав у фронтальній площині об'єктив Bausch & Lomb з фокусною відстанню 75 мм, згори виходив шнур затвора з часом експозиції 1/25 секунди. Поруч розміщувалась ручка перемотування плівки з індикатором. З 1889 запустили модифікований Kodak Nr. 2 з дзеркальним видошукачем, фіксованим фокусом об'єктива, діафрагмою. Значна перевага Kodak Nr. 1 перед фотокамерами з скляними фотопластинами була мала вага, постійна готовність до фотографування без штатива. Продаж Kodak Nr. 1 супроводжував рекламний вислів «Ви натискаєте на кнопку, ми робимо все інше», створення розвинутої системи обслуговування. За додаткові 10 доларів камеру з плівкою можна було віддати дилеру компанії Kodak. За термін до 4 тижнів її перевозили до лабораторії Eastman Company в Рочестері. Там плівку проявляли, друкували світлини. Потім камеру з новою плівкою, стару плівку, наклеєні на картон світлини повертали власнику. Одночасно реклама наголошувала, що власник камери може самостійно отримати власні фотографії. Запасний рулон плівки коштував 2 долари.
Оскільки негатив з паперової основи доводилось переносити на скляну пластину, Істмен з 1889 почав застосовувати плівку на целулоїді American Film, розроблену для нього Генрі М. Райхенбахом і запатентовану 9 квітня 1989 року. На Істмена позивався до суду Ганнібал Гудвін, який 1887 отримав патент на целулоїдну рулонну плівку зі срібною бромід-желатиновий шар. Це не завадило компанії Істмена зайняти домінуючу позицію на ринку з фотоплівкою з двосторонньою перфорацією до 13 вересня 1898, коли суд завершив розгляд справи на користь Гудвіна і заплатити йому значне відшкодування.
Загалом було виготовлено 5.200 фотоапаратів Original Kodak (Eastman Detective Camera), понад 10.000 Kodak Nr. 1, понад 19.000 Kodak Nr. 2.
Відомими власниками Kodak Nr. 1 були Еміль Золя, Август Стріндберг, Карел Чапек, Бернард Шоу, Едґар Деґа, П'єр Боннар, Фернан Кнопфф.